# Éva Bisseni
Pour les articles homonymes, voir Bisseni.
Éva Bisséni, née le 7 février 1981 à Bayonne, est une judoka et jujitsuka française.
Elle dispute ses premiers Jeux olympiques d'été en 2004 lors des Jeux olympiques d'Athènes. Elle est ceinture noire 3e dan.

## Formation extra-sportive
Elle est titulaire d'un brevet d'État d'éducateur sportif en « judo, ju-jitsu et taïso » et d'un brevet professionnel de la jeunesse, de l'éducation populaire et du sport en « activités physique pour tous », et enseigne depuis le judo et le jujitsu dans différents clubs. 
Son père est un grand sportif, international de basket-ball, Mathieu Bisséni.

## Clubs
- Judo Shiaï Club Capbreton (1987 à 1994)
- US Dax[1] (1994 à 2002)
- RSC Champigny (2002 à août 2019)
- US Orléans Judo Jujitsu (depuis septembre 2019)

## Palmarès
- Judo :
  - 3e aux Championnats d'Europe juniors 1999 (Ostie,  Italie)
  - 3e aux Championnats du monde juniors 2000 (Nabeul,  Tunisie)
  - 3e aux Championnats d'Europe open 2002 (Maribor,  Slovénie)
  - 1re aux Championnats d'Europe par équipes 2002 (Maribor,  Slovénie)
  - Participation aux JO d'Athènes (Athènes,  Grèce)
  - 3e aux Championnats d'Europe open 2004 (Budapest,  Hongrie)
  - 1re aux Championnats du monde par équipes des nations 2006 (Paris-Bercy,  France)
  - 1re aux Championnats d'Europe par équipes 2008 (Moscou,  Russie)
  - 5e aux Championnats du monde open 2008 (Levallois-Perret,  France)
  - 1re aux Championnats de France 2009 (Paris,  France)
  - 3e aux Championnats d'Europe par équipes 2010 (Vienne,  Autriche)
  - 5e aux Championnats du monde par équipes 2010 (Antalya,  Turquie)
  - 1re aux Championnats de France 2010 (Boulazac,  France)
  - 2e aux Championnats de France 2016 (Montbéliard,  France)
  - 5e au Grand Chelem de Paris 2018 (Paris,  France)
  - 3e aux Championnats de France 2017 (Saint-Quentin-en-Yvelines,  France)
  - 5e au Grand Chelem de Paris 2018 (Paris,  France)
  - 3e aux Championnats de France 2018 (Rouen,  France)

- Jujitsu Fighting :
  - 1re aux Championnats de France 2013, 2015, 2016, 2017, 2019, 2020 ( France)
  - 1re aux Championnats d'Europe par équipes 2015  (Almere,  Pays-Bas)
  - 1re aux Championnats du monde 2015 (Bongkok,  Thaïlande)
  - 1re aux Championnats d'Europe 2016 (Gand,  Belgique)
  - 1re aux Championnats du monde 2016 (Wroclaw,  Pologne)
  - 1re aux Championnats du monde par équipes 2016 (Wroclaw,  Pologne)
  - 2e aux Championnats d'Europe 2017 (Banja Luka,  Bosnie-Herzégovine)
  - 2e aux Championnats du monde 2018 (Malmö,  Suède)
  - 1re aux Championnats du monde par équipes mixtes Jujitsu & Ne-waza 2018 (Malmö,  Suède)
  - 1re aux Championnats d'Europe 2019  (Bucarest,  Roumanie)
  - 3e aux Championnats du monde 2019 (Abu Dhabi,  Émirats arabes unis)
  - 1re aux Championnats du monde 2019 par équipes mixtes (Abu Dhabi,  Émirats arabes unis)

- Ne-waza :
  - 1re aux Championnats de France 2014, 2015, 2016, 2017, 2019 et 2020 ( France)
  - 1re aux Championnats d'Europe 2013 (Walldorf,  Allemagne)
  - 1re aux Championnats d'Europe 2014 (Bucarest,  Roumanie)
  - 1re aux Championnats du monde 2014 (Paris,  France)
  - 1re aux Championnats d'Europe 2016 (Gand,  Belgique)
  - 1re aux Championnats du monde par équipes 2016 (Wroclaw,  Pologne)
  - 3e aux Championnats du monde 2016 (Wroclaw,  Pologne)
  - 1re aux Championnats d'Europe 2017 (Banja Luka,  Bosnie-Herzégovine)
  - 3e aux Championnats du monde 2018 (Malmö,  Suède)
  - 1re aux Championnats d'Europe 2019 (Bucarest,  Roumanie)
  - 1re aux Championnats du monde 2019 (Abu Dhabi,  Émirats arabes unis)

- Jiu-jitsu brésilien (IBJJF) :
  - 1re aux Championnats d'Europe de JJB ceinture violette Adultes 2016 (Lisbonne,  Portugal)
  - 5e aux Championnats d'Europe de JJB ceinture violette Adultes Absolut 2016 (Lisbonne,  Portugal)

- Jiu-jitsu brésilien (UAEJJF) :
  - 1re aux Championnats du monde de JJB ceinture violette Adultes 2016 (Abu Dhabi,  Émirats arabes unis)
  - 5e aux Championnats du monde de JJB ceinture violette Adultes Absolut 2016 (Abu Dhabi,  Émirats arabes unis)
- Grade :
  - Ceinture noire 3e Dan